# Marie-Pierre Guilbaud
Marie-Pierre Guilbaud (* 5. April 1963 in Clermont-Ferrand) ist eine ehemalige französische Skilangläuferin.
Guilbaud belegte bei den Nordischen Skiweltmeisterschaften 1991 im Val di Fiemme den 37. Platz über 10 km Freistil, den 36. Rang über 15 km klassisch und den 24. Platz über 30 km Freistil und bei den  Olympischen Winterspielen 1992 in Albertville den 46. Platz in der Verfolgung und den 37. Rang über 5 km klassisch. Zudem siegte sie 1991 und 1994 beim Marathon de Bessans und 1995 beim La Foulée Blanche.